# Phyllobdellina kozatshenkoi
Phyllobdellina kozatshenkoi is een ringworm uit de familie van de Piscicolidae. De wetenschappelijke naam van de soort is voor het eerst geldig gepubliceerd in 1993 door Epshtein & Utevsky.